# Bunker (golf)

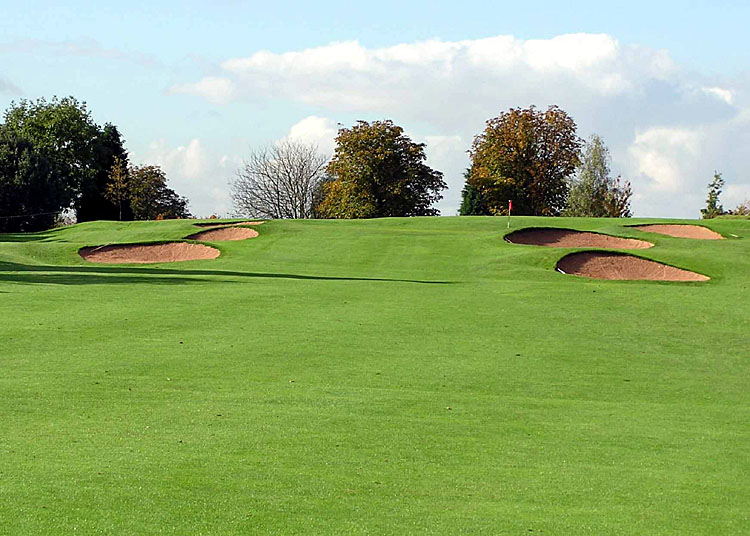
Greenbunkrar på Filton Golf Club i England

En bunker är ett hinder i golf. Hindret består av en markyta där jord tagits bort och ersatts med sand eller liknande. Bunkern är mer eller mindre nedsänkt i marken för att försvåra fortsatt spel.
Det finns också markområden som naturligt är täckta av sand. Dessa områden (eng waste area) förekommer på banor i ökenområden. De är varken bunkrar eller hinder och man får därmed till exempel grunda klubban i ett sådant område.
Det finns två typer av bunkrar:

## Fairwaybunkrar
Dessa bunkrar ligger oftast i kanten av fairway och är ofta grunda, så även någorlunda långa slag kan slås från dem. De placeras ut för att försvåra det långa spelet.

## Greenbunkrar
Dessa bunkrar ligger runt green, och är oftast djupare än fairwaybunkrarna, och kräver därmed mer spelskicklighet för att ta sig ur. Oftast används en sandwedge, en mycket vinklad klubba, för att ta sig ur dessa hinder. Främst i Storbritannien finns en sorts bunker som kallas pot bunker. Pot är engelska för mugg, och namnet används då dessa bunkrar är extremt djupa, som muggar, och därför svåra att ta sig ur.